# Toyota TS040 Hybrid
O Toyota TS040 Hybrid foi um carro de corrida construído pela fabricante japonesa de automóveis Toyota para competir no campeonato mundial de corridas de endurance FIA WEC na temporada de 2014 e as 24 Horas de Le Mans de 2014 . A versão TS040 sucedeu o protótipo de campanha do ano anterior, Toyota TS030, visando sobretudo melhorias de desempenho da tecnologia híbrida como também em conformidade com novo regulamento para a categoria de competição em 2014, a LMP1-H , para carros híbridos. 
Participaram das provas com o TS040 Hybrid os ex-pilotos de Fórmula 1 Kazuki Nakajima, Alexander Wurz, Anthony Davidson e Sébastien Buemi e os pilotos de endurance Stéphane Sarrazin e Nicolas Lapierre . O carro foi campeão do mundial de construtores e de pilotos FIA WEC 2014 com Anthony Davidson e Sébastien Buemi  sendo o primeiro campeonato de pilotos da Toyota em uma competição de automobilismo internacional desde 1994 no WRC .
O carro foi introduzido novamente em 2015 com a mesma formação de pilotos para o calendário de provas da FIA WEC 2015 e  24 Horas de Le Mans de 2015  com o ex-piloto de Fórmula 1 Kamui Kobayashi como reserva e piloto de testes. Obteve como melhor resultado a 5° colocação no mundial de pilotos e 3º colocação em construtores.

## Especificações técnicas
O novo TS040 para temporada de 2014 foi construído para atender os novos regulamentos da FIA para protótipos de Le Mans de 2014, se tornando um carro do tipo LMP1-H (com obrigatoriedade de um sistema de recuperação de energia) em parte não sendo classificado como LMP1-L por não enquadrar-se como equipe privada . A principal mudança técnica ocorreu pela introdução de duas unidades de recuperação de energia MGU motor-gerador Aisin, para produção de potência no eixo dianteiro e Denso, para produção de potência no eixo traseiro  , dessa forma obtendo tração nas quatro rodas. A configuração de motor V8 a gasolina foi preservada aumentando a capacidade para 3.7l  e mantendo o uso de supercapacitores para armazenamento intermediário . Além disso, houve uma redução de 10 centímetros na largura do carro e o uso de novos recursos para reforço na segurança. 
A montadora japonesa optou em 2014 por ingressar na categoria de 6MJ para especificação quanto capacidade de recuperação de energia em um volta no circuito.

### Toyota TS040 Hybrid de 2015
Algumas mudanças adicionais foram introduzidas para a temporada de 2015, apesar de mantido seu modelo na categoria de 6MJ de recuperação de energia . Também introdução de pacotes de aerodinâmica específicos para cada prova.

## Toyota TS040 Hybrid: Resultados no Campeonato Mundial de Endurance FIA WEC
Resultados em negrito indicam pole position e resultados em itálico indicam a volta mais rápida durante a corrida.
| Ano  | Equipe | Equipe        | Classe | Pilotos                        | Pilotos                                           | N° | Corridas | Corridas | Corridas | Corridas | Corridas | Corridas | Corridas | Corridas | Pontos | Classificação geral |
| Ano  | Equipe | Equipe        | Classe | Pilotos                        | Pilotos                                           | N° | 1        | 2        | 3        | 4        | 5        | 6        | 7        | 8        | Pontos | Classificação geral |
| ---- | ------ | ------------- | ------ | ------------------------------ | ------------------------------------------------- | -- | -------- | -------- | -------- | -------- | -------- | -------- | -------- | -------- | ------ | ------------------- |
| 2014 | Japão  | Toyota Racing | LMP1-H | Áustria · França · Japão       | Alexander Wurz Stéphane Sarrazin Kazuki Nakajima  | 7  | SIL 2    | SPA 3    | LMS Ret  | COA 6    | FUJ 2    | SHA 2    | BHR 1    | SÃO 4    | 289    | 1°                  |
| 2014 | Japão  | Toyota Racing | LMP1-H | Reino Unido · Suíça · França   | Anthony Davidson Sébastien Buemi Nicolas Lapierre | 8  | SIL 1    | SPA 1    | LMS 3    | COA 3    | FUJ 1    | SHA 1    | BHR 11   | SÃO 2    | 289    | 1°                  |
| 2015 | Japão  | Toyota Racing | LMP1   | Reino Unido · Suíça · Japão    | Anthony Davidson Sébastien Buemi Kazuki Nakajima  | 1  | SIL 3    | SPA 4    | LMS 8    | NÜR 5    | COA 4    | FUJ 5    | SHA 6    | BHR 4    | 164    | 3°                  |
| 2015 | Japão  | Toyota Racing | LMP1   | Áustria · França · Reino Unido | Alexander Wurz Stéphane Sarrazin Mike Conway      | 2  | SIL 4    | SPA 6    | LMS 6    | NÜR 6    | COA Ret  | FUJ 6    | SHA 5    | BHR 3    | 164    | 3°                  |

| Abreviação | Prova                            |
| SIL        | 6 Horas de Silverstone           |
| SPA        | 6 Horas de Spa-Francorchamps     |
| LMS        | 24 Horas de Le Mans              |
| NÜR        | 6 Horas de Nürburgring           |
| SÃO        | 6 Horas do São Paulo             |
| COA        | 6 Horas do Circuito das Americas |
| FUJ        | 6 Horas de Fuji                  |
| SHA        | 6 Horas de Xangai                |
| BHR        | 6 Horas do Bahrein               |